# Tanjung Merahe (Kuta Buluh)
Tanjung Merahe is een bestuurslaag in het regentschap Karo van de provincie Noord-Sumatra, Indonesië. Tanjung Merahe telt 429 inwoners (volkstelling 2010).